# 春の河、東へ流る
『春の河、東へ流る』（はるのかわ、ひがしへながる 原題: 一江春水向東流 ）は中華民国で1947年に製作された映画。
同映画のテレビドラマ化作品『一江春水向東流』（2005年放映、日本未放映）についても後述する。

## 概要
日中戦争時の上海・重慶を舞台に、抗日に身を投じた青年の堕落とその家族の離散悲劇を描いた長編作品。『八年離乱』『天亮前後』の2部からなる。
日本軍による傷も癒えぬまま再び国共内戦へと突入した当時の中国で人々の共感を呼び、空前の大ヒットとなった。
現在も、文化大革命以前の中国映画を代表する古典として知られ、2005年の香港電影金像奨で、“ 最も優れた中国語映画ベスト100 ”に選ばれている。
本作の題名は、李煜の詩『虞美人』原文の一節 “問君能有幾多愁、恰似一江春水向東流” を引用したものである。

## 物語
上海の紡績工場で働く素芬（スーフェン）は、夜間学校の教師・張忠良（チャン・チョンリャン）と恋に落ち結婚、1年後には息子が誕生した。
おりしも日中戦争が勃発。愛国心に燃える忠良は救護隊に加わり従軍するが、やがて日本軍に捕らえた。待っていたのは過酷な強制労働だった。
素芬は忠良の郷里に身を寄せていた。そこへやってきた日本軍の横暴な振る舞いに抗議した忠良の祖父は、処刑されてしまう。素芬は幼い息子と忠良の母親を連れて上海に戻り、大勢の難民がひしめく収容所で窮乏に耐えながら夫の無事を祈っていた。やがてその棲家も日本軍に接収され、素芬達は路頭に迷う。
一方、なんとか脱走し様々な辛苦の末重慶に辿り着いた忠良は、旧知の王麗珍（ワン・リージェン）に庇護を求め、彼女の義父の会社に職を得た。社交界の花形・麗珍と親密さを増す内、戦時下とは思えない華やかで贅沢な世界での暮らしに忠良はやがて自分を見失い、麗珍と同棲し享楽的な日々を過ごすようになっていった。
8年に渡る戦争がようやく集結し勝利に沸く上海。宴の支度に忙しい何文艶（ホー・ウェンイェン）の邸に、女中として働く素芬の姿があった。困窮の中必死で家族の生活を支える素芬の目に映ったのは、着飾った麗珍とダンスに興じる夫忠良の姿だった。忠良は、麗珍の従姉である文艶とも関係を持つ自堕落な変節漢となっていた。
ようやく再会した夫の変わり果てた姿、そして裏切り。絶望した素芬は、市中を流れる黄浦江に身を投げた。その川辺では、老いた姑の悲痛な慟哭がいつまでも続くのだった。

## 配役
- 素芬 … 白楊（パイ・ヤン）
- 張忠良 … 陶金（タオ・ジン）
- 王麗珍 … 舒綉文（シュー・シュウウェン）
- 何文艶 … 上官雲珠（ジャングァン・ユンジュー）
- 忠良の母 … 呉茵（ウー・イン）
- 忠良の祖父 … 巖工上（イエン・コンシヤン）

## テレビドラマ版『一江春水向東流』
中華人民共和国で2004年に撮影、2005年に放映された全30話のテレビドラマ（英題: The River Flows Eastwards）。大陸と香港のスター4人の顔合わせが製作時の話題となった。日本未公開。
テレビ版は映画の大筋をほぼ忠実に再現しつつ、新たに創作した人物・呉家祺（ウー・ジャアチー）に大きなスポットを当てた。家祺は主役の1人として張忠良と対照的に描かれ、物語は江南の水郷・烏鎮にある呉家のお家騒動で幕が開く。この改変に伴い、忠良と素芬は呉家の使用人出身という設定になっている。

### 主な配役
- 張忠良 … 胡軍（フー･ジュン）
- 素芬 … 袁詠儀（アニタ・ユン）
- 王麗珍 … 劉嘉玲（カリーナ・ラウ）
- 呉家祺 … 陳道明（チェン･ダオミン、特別出演）
- 忠良の母 … 祝希娟（ヂュー・シージュエン）
- 紫綸 … 詹小楠（ヂャン・シャオナン）
- 龐浩公 … 陳逸恒（チェン・イーホン）
- 何文艶 … 孫寧（スン・ニン）
- 温漢仁 … 韋力（ウエイ・リー）
- 陳曼秋 … 呉麗（ウー・リー）
- 家祺の父 … 楊次禹（ヤン・ツーユイ）